# 尼奥尔
尼奥尔（法語：Niort，法語發音：[njɔʁ] ⓘ），法国西部城市，新阿基坦大区德塞夫勒省的一个市镇，同时也是该省的省会，下辖尼奥尔区，其市镇面积为68.2平方公里，2022年1月1日时人口数量为60,074人，是该省人口最多的城市，在法国城市中排名第96位。
尼奥尔位于德塞夫勒省南部，尼奥尔塞夫尔河畔，是一个区域性的政治、经济、文化、医疗中心，同时也是一个交通枢纽，三个方向的高速公路及铁路在此交汇。
尼奥尔被称为“法国社会经济之都”，当地聚集了大量国家及地方性的保险企业，其中法国教育保险、法国手工保险、法国工商保险和法国区域保险的总部均设于尼奥尔。尼奥尔也因同名足球俱乐部及其“岩羚羊”（Chamois）的外号而闻名。

## 地名来源
“尼奥尔”一名来源于高卢语“Nouiiosritu”，意为“新的河岸”，可能与当地的地理特征有关，其法语形式则最初出现于墨洛温王朝的钱币上。

## 历史

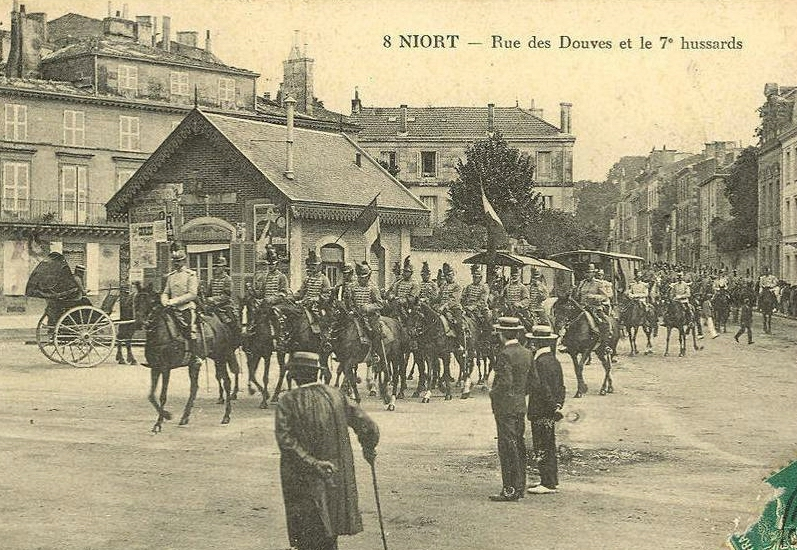
20世纪初的尼奥尔

尼奥尔地区早在古罗马时期就已出现人类活动。中世纪时，尼奥尔为普瓦捷伯爵领地，后通过阿基坦的埃莉诺的联姻而成为金雀花王朝的土地。1360年《布勒丁尼条约》签订后，尼奥尔被英国人占领，1372年贝特朗·杜·盖克兰从英国人手中夺回尼奥尔，使其重归法兰西王国。中世纪中后期，借助尼奥尔塞夫尔河的航运优势，尼奥尔成为重要的商业港口，由此带动了当地经济的发展。法国宗教战争时期，尼奥尔曾于1557至1569年间被新教徒攻占，后成为当地散落的游击队，直到17世纪末才基本失去势力，逃往加拿大。法国大革命后，尼奥尔成为“德塞夫勒省”的省会。拿破仑曾于19世纪初主持整治尼奥尔塞夫尔河航道。19世纪中后期，尼奥尔成为一个铁路枢纽。20世纪60年代，苏谢、圣佩泽讷、圣弗洛朗和圣利居艾尔（Saint-Liguaire）四个市镇相继合并入尼奥尔。

## 地理

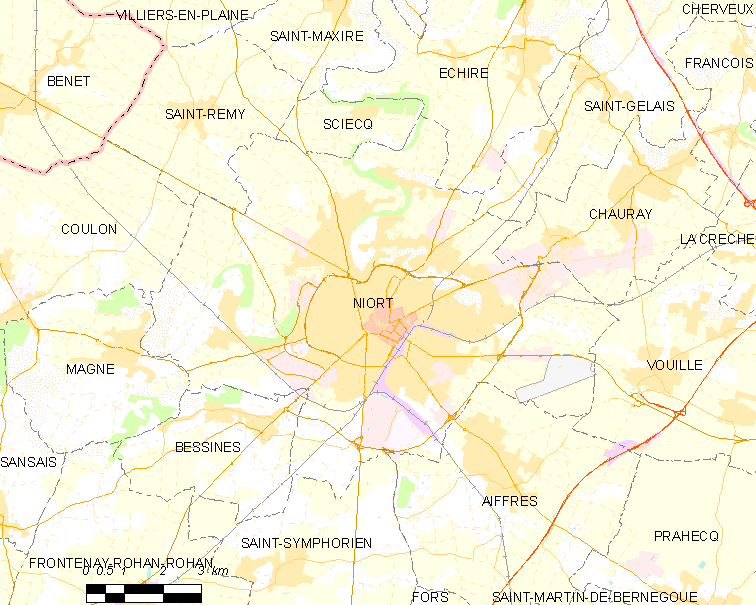
尼奥尔市镇范围地图

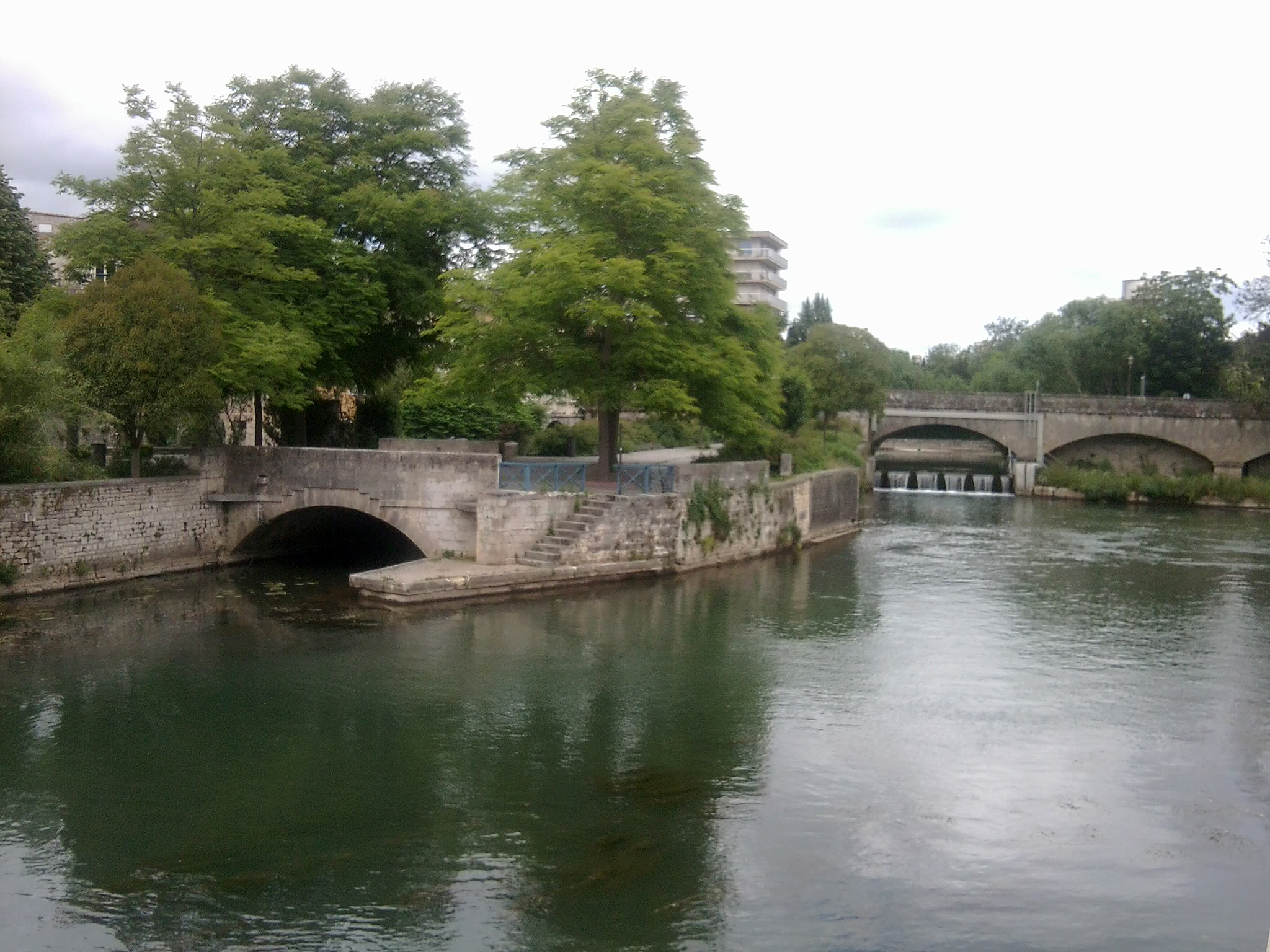
尼奥尔塞夫尔河尼奥尔段

尼奥尔位于法国西部，新阿基坦大区的西北部和德塞夫勒省的南部，距离大区首府波尔多大约192公里，距离法国首都巴黎约412公里。与尼奥尔接壤的市镇包括：艾夫尔、贝西讷、绍赖、库隆、埃希雷、马涅、圣热莱、圣雷米、圣桑福里安、谢克、武耶。

### 地形
尼奥尔位于普瓦图丘陵西侧的过渡地带，地势平坦，海拔在2至77米之间。

### 地质
尼奥尔附近地表多为现代沉积物，同时也适宜大部分农作物生长。

### 水文
尼奥尔塞夫尔河自南向北呈反“C”型流经尼奥尔市区西部和北部，该河属于法国第一大流域——卢瓦尔河流域，其市区段水流缓慢，历史上为重要的航道，现已基本废弃。

### 植被
尼奥尔属于温带落叶林，市区内的绿地公园主要分布在老城区南部和市区东南郊。
在鲜花城市的评比中，尼奥尔被评为3星级鲜花城市。

### 气候
尼奥尔在柯本气候分类法中属于温带海洋性气候，夏季炎热干燥，冬季温和湿润，降水分布均匀。
尼奥尔市区内的苏谢街区设有气象站，以下为该气象站的数据：
| 尼奥尔-苏谢 1981–2019年气象数据 | 尼奥尔-苏谢 1981–2019年气象数据 | 尼奥尔-苏谢 1981–2019年气象数据 | 尼奥尔-苏谢 1981–2019年气象数据 | 尼奥尔-苏谢 1981–2019年气象数据 | 尼奥尔-苏谢 1981–2019年气象数据 | 尼奥尔-苏谢 1981–2019年气象数据 | 尼奥尔-苏谢 1981–2019年气象数据 | 尼奥尔-苏谢 1981–2019年气象数据 | 尼奥尔-苏谢 1981–2019年气象数据 | 尼奥尔-苏谢 1981–2019年气象数据 | 尼奥尔-苏谢 1981–2019年气象数据 | 尼奥尔-苏谢 1981–2019年气象数据 | 尼奥尔-苏谢 1981–2019年气象数据 |
| 月份                            | 1月                             | 2月                             | 3月                             | 4月                             | 5月                             | 6月                             | 7月                             | 8月                             | 9月                             | 10月                            | 11月                            | 12月                            | 全年                            |
| ------------------------------- | ------------------------------- | ------------------------------- | ------------------------------- | ------------------------------- | ------------------------------- | ------------------------------- | ------------------------------- | ------------------------------- | ------------------------------- | ------------------------------- | ------------------------------- | ------------------------------- | ------------------------------- |
| 历史最高温 °C（°F）             | 17 (63)                         | 24.3 (75.7)                     | 25.5 (77.9)                     | 29.8 (85.6)                     | 32.4 (90.3)                     | 38 (100)                        | 40 (104)                        | 40.1 (104.2)                    | 35.7 (96.3)                     | 30 (86)                         | 22.9 (73.2)                     | 22 (72)                         | 40.1 (104.2)                    |
| 平均高温 °C（°F）               | 8.5 (47.3)                      | 10.0 (50.0)                     | 13.4 (56.1)                     | 16.0 (60.8)                     | 20.0 (68.0)                     | 23.7 (74.7)                     | 26.1 (79.0)                     | 26.1 (79.0)                     | 22.9 (73.2)                     | 18.0 (64.4)                     | 12.2 (54.0)                     | 8.9 (48.0)                      | 17.2 (62.9)                     |
| 日均气温 °C（°F）               | 5.5 (41.9)                      | 6.1 (43.0)                      | 8.7 (47.7)                      | 10.9 (51.6)                     | 14.7 (58.5)                     | 18.0 (64.4)                     | 20.2 (68.4)                     | 20.1 (68.2)                     | 17.2 (63.0)                     | 13.6 (56.5)                     | 8.6 (47.5)                      | 5.9 (42.6)                      | 12.5 (54.4)                     |
| 平均低温 °C（°F）               | 2.4 (36.3)                      | 2.3 (36.1)                      | 4 (39)                          | 5.7 (42.3)                      | 9.4 (48.9)                      | 12.4 (54.3)                     | 14.3 (57.7)                     | 14 (57)                         | 11.6 (52.9)                     | 9.3 (48.7)                      | 5.1 (41.2)                      | 2.9 (37.2)                      | 7.8 (46.0)                      |
| 历史最低温 °C（°F）             | −16 (3)                         | −13.3 (8.1)                     | −10.7 (12.7)                    | −4.8 (23.4)                     | −1.6 (29.1)                     | 3.1 (37.6)                      | 5.1 (41.2)                      | 4.4 (39.9)                      | 2.5 (36.5)                      | −3.3 (26.1)                     | −7 (19)                         | −10.5 (13.1)                    | −16 (3)                         |
| 平均降水量 mm（）               | 84.4 (3.32)                     | 66.1 (2.60)                     | 63.8 (2.51)                     | 71.3 (2.81)                     | 69.9 (2.75)                     | 59.2 (2.33)                     | 55.5 (2.19)                     | 50.3 (1.98)                     | 60.5 (2.38)                     | 96.8 (3.81)                     | 93.2 (3.67)                     | 96.2 (3.79)                     | 867.2 (34.14)                   |
| 月均日照時數                    | 78                              | 106                             | 157.7                           | 180.1                           | 215                             | 243.2                           | 251                             | 247.5                           | 203.2                           | 133                             | 90.2                            | 75.4                            | 1,980.3                         |
| 来源：Infoclimat                |                                 |                                 |                                 |                                 |                                 |                                 |                                 |                                 |                                 |                                 |                                 |                                 |                                 |

## 行政区划
尼奥尔是法国新阿基坦大区德塞夫勒省的一个市镇，编号为79191，它也是德塞夫勒省的省会。尼奥尔下辖尼奥尔区，隶属于德塞夫勒省第一选区，管理尼奥尔第一县、第二县和第三县，同时也是尼奥尔城市圈公共社区的办公驻地。
尼奥尔市镇被划为9个街区，并实行街区自治制度。
法国国家统计与经济研究所（简称）在进行数据统计时，将尼奥尔及相邻的另外3个市镇设为尼奥尔城市核心区，并将包括核心区在内的周边共69个市镇划为尼奥尔城市区。自2020年起，尼奥尔城市区被包含91个市镇的尼奥尔城市辐射区代替。此外，还将尼奥尔市镇分为了26个“块区”（IRIS），以便于统计人口分布情况。

## 交通

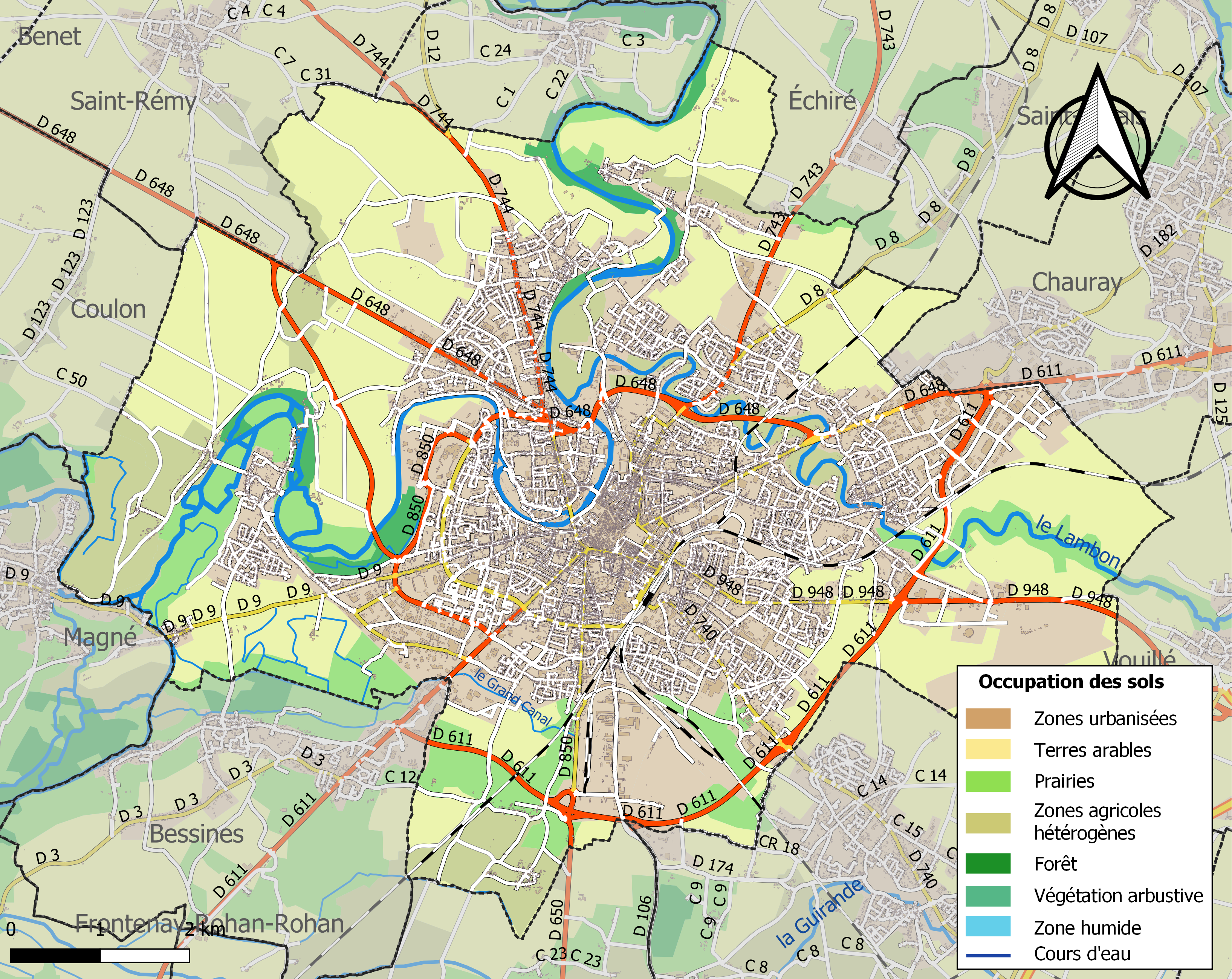
尼奥尔道路地图

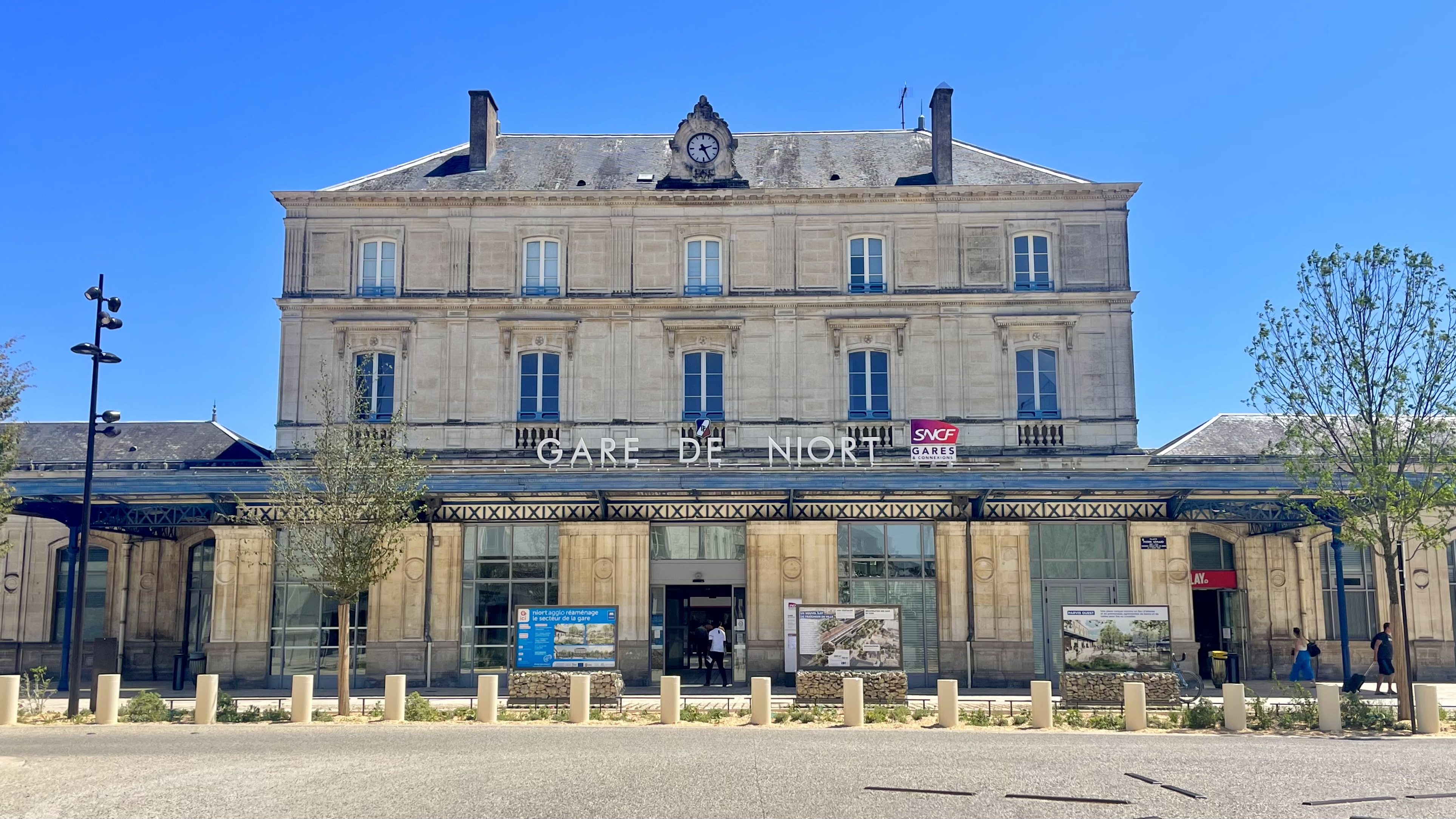
尼奥尔火车站

### 公路
法国国家A10号和A83号两条高速公路在尼奥尔市区东部交汇，并设有多个出入口连接市区。此外，法国国道N11线和多条德塞夫勒省省道在尼奥尔交汇。
新阿基坦大区下属的城际客运线路系统包含多条连接尼奥尔和周边主要市镇的常规或学生巴士线路。
2017年，71%的尼奥尔家庭拥有至少一辆私人汽车。2019年，尼奥尔境内共发生各类交通事故29起，造成2人遇难，28人受伤。

### 铁路
尼奥尔位于普瓦捷－拉罗谢尔铁路和沙特尔－波尔多铁路的交汇处。尼奥尔火车站位于市中心东部，该站每天停靠往返于巴黎和拉罗谢尔之间的高速列车，同时也开行前往普瓦捷、拉罗谢尔、桑特、鲁瓦扬等地的区域列车。2019年，尼奥尔站累计发送旅客数量达123.3万人次，是法国铁路系统的a类车站。

### 航空

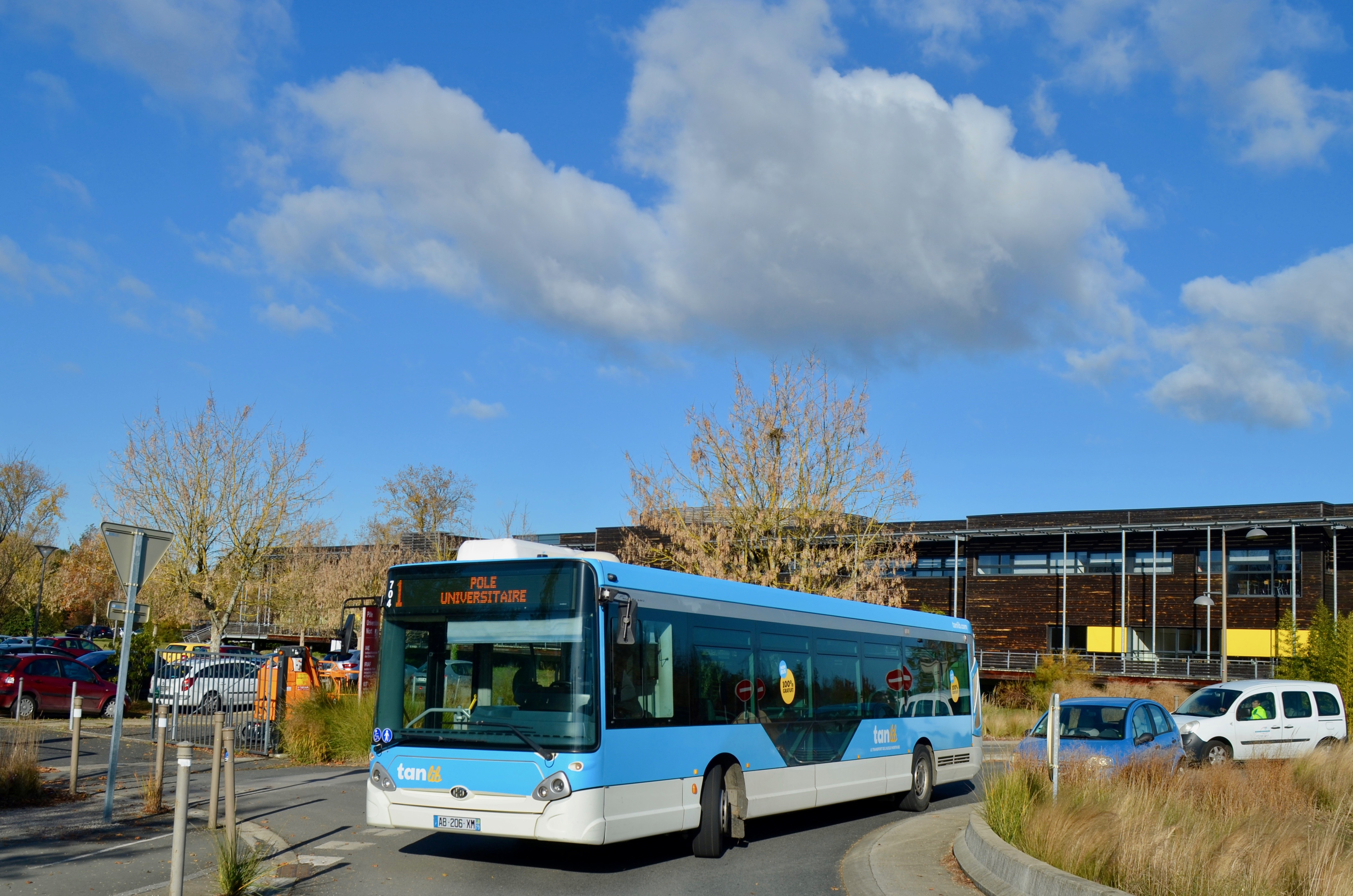
尼奥尔街头的一辆公共汽车

尼奥尔-普瓦图沼泽飞行场位于尼奥尔市区北部，现主要由当地航空俱乐部使用。此外，距离尼奥尔最近的民用航空站为拉罗谢尔雷岛机场。

### 城市公共交通
尼奥尔城市公共交通（商业名称为）是当地的城市公共交通系统。截至2021年4月，该系统包含有19条常规公交线路，同时提供定制公交服务，其线路网覆盖了尼奥尔城市圈公共社区的所有市镇，自2017年起向公众免费开放。

## 政治

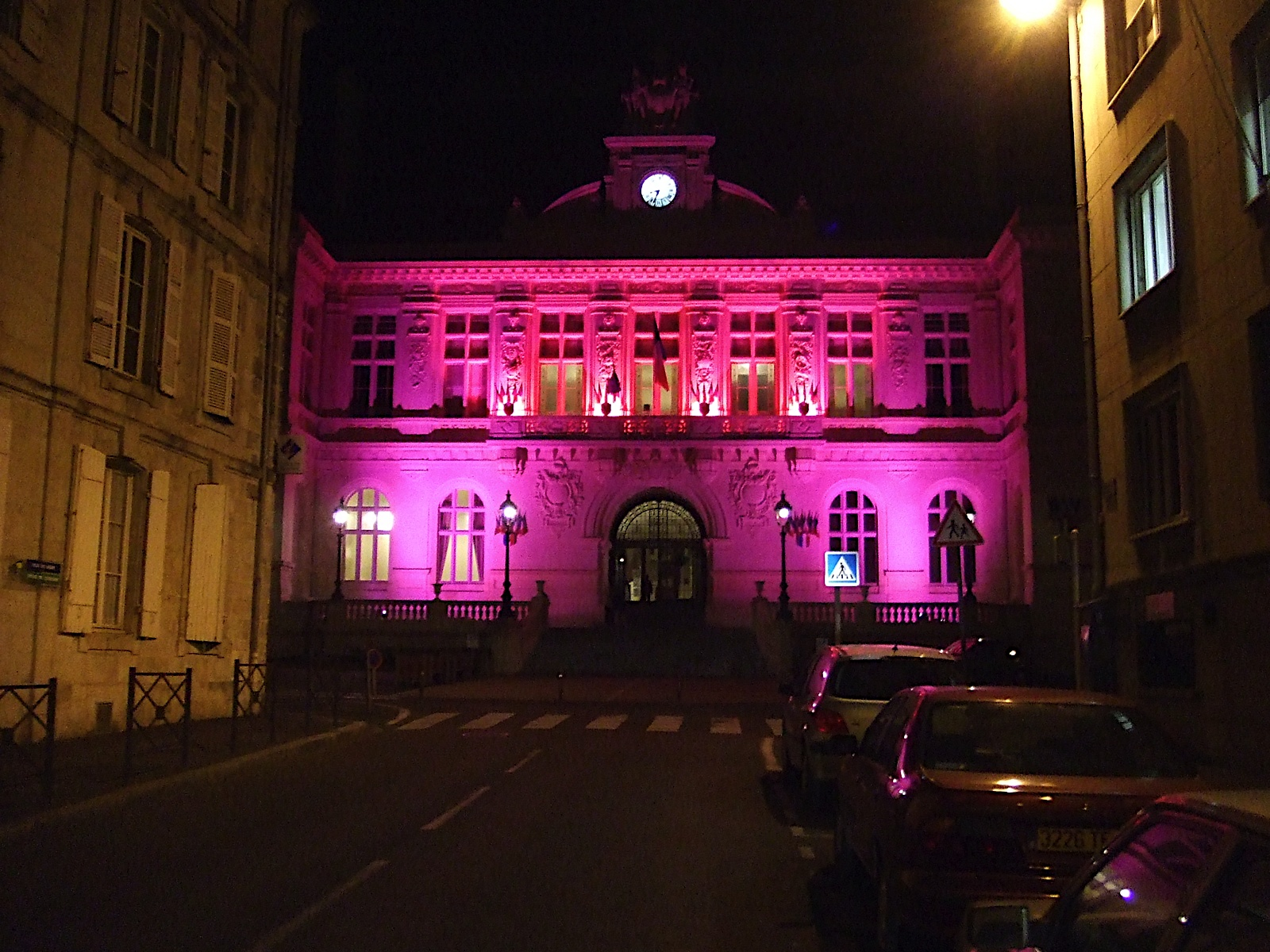
尼奥尔市政厅夜景

现任尼奥尔的现任市长为热罗姆·巴罗热，为激进运动的一名成员，他在2014年的市政选举中获得了54.31%的支持率，在2020年的市政选举中则获得67.99%的支持率
| 尼奥尔历届市长 |                   |                                          |
| 任期           | 市长              | 党派                                     |
| 1944年－1947年 | 埃米尔·贝什       | SFIO工人国际法国支部                     |
| 1944年－1947年 | 费利克斯·勒朗     | CNIP全国独立人士与农民中心               |
| 1957年－1971年 | 埃米尔·贝什       | SFIO工人国际法国支部                     |
| 1971年－1985年 | 勒内·加亚尔       | PS社会党                                 |
| 1985年－2003年 | 贝尔纳·贝莱克     | PS社会党                                 |
| 2003年－2008年 | 阿兰·博丹         | PS社会党                                 |
| 2008年－2014年 | 热纳维耶芙·加亚尔 | PS社会党                                 |
| 2014年－       | 热罗姆·巴洛热     | UDI民主人士和独立人士联盟 →MRD改革者运动 |

在2017年法国大选的两轮选举当中，法国现任总统马克龙在尼奥尔分别获得了31.96%和82.14%的支持率，均居所有候选人首位。

## 人口
2018年，尼奥尔市镇人口数量为59,059，是德塞夫勒省人口最多的市镇，在法国排名第96位。其中男性27,452人，女性31,255人，75岁及以上人口占9.7%，外籍人口数量为15,360人，人口密度为866人/平方公里，当地居民被称为（男性）或（女性）。2019年，尼奥尔境内出生633人，死亡人口558人。
| 年份   | 1936   | 1946   | 1954   | 1962   | 1968   | 1975   | 1982   | 1990   | 1999   | 2006   | 2011   | 2016   | 2018   |
| ------ | ------ | ------ | ------ | ------ | ------ | ------ | ------ | ------ | ------ | ------ | ------ | ------ | ------ |
| 人口數 | 27,830 | 32,752 | 33,167 | 37,512 | 48,469 | 62,267 | 58,203 | 57,012 | 56,663 | 58,066 | 57,813 | 59,005 | 59,059 |

## 经济

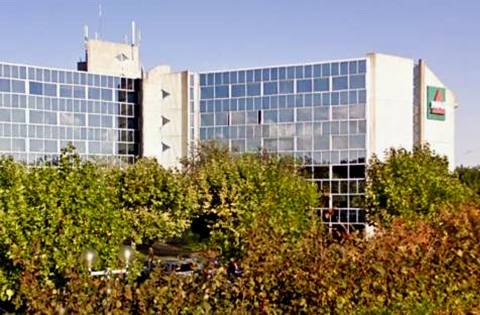
总部位于尼奥尔的法国工业保险集团

尼奥尔因聚集了多个法国国家性保险商总部而闻名，同时也是德塞夫勒省工商会的所在地。截至2021年4月，尼奥尔境内共有各类用人单位8,506家，平均历史为17年，其中97.23%为中小型企业（PME）。（电力销售）、（电力生产）及（电力供应）是当地2019年营业额最高的三个企业，分别为160,553,578欧元、102,245,157欧元和85,598,989欧元。

## 财政收入
2019年，尼奥尔的财政收入总额为91,313,900欧元，财政支出总额为84,278,600欧元，当年的债务总额为64,780,000欧元。2021年，尼奥尔共获得9,598,052欧元的国家财政补助，比上一年增加了0.01%。
2017年，尼奥尔的人均月收入总额为2,413欧元，其中高级职员为3,938欧元，低于法国平均水平（4,214欧元）；中级职员为2,299欧元，低于法国平均水平（2,353欧元）；普通职员为1,812欧元，高于法国平均水平（1,690欧元）。
2017年，尼奥尔境内的青壮年（15至64岁）失业率为16.3%，当地53.1%的家庭拥有纳税资格，平均纳税3,356欧元，低于法国平均水平（3,888欧元）。

## 社会事务

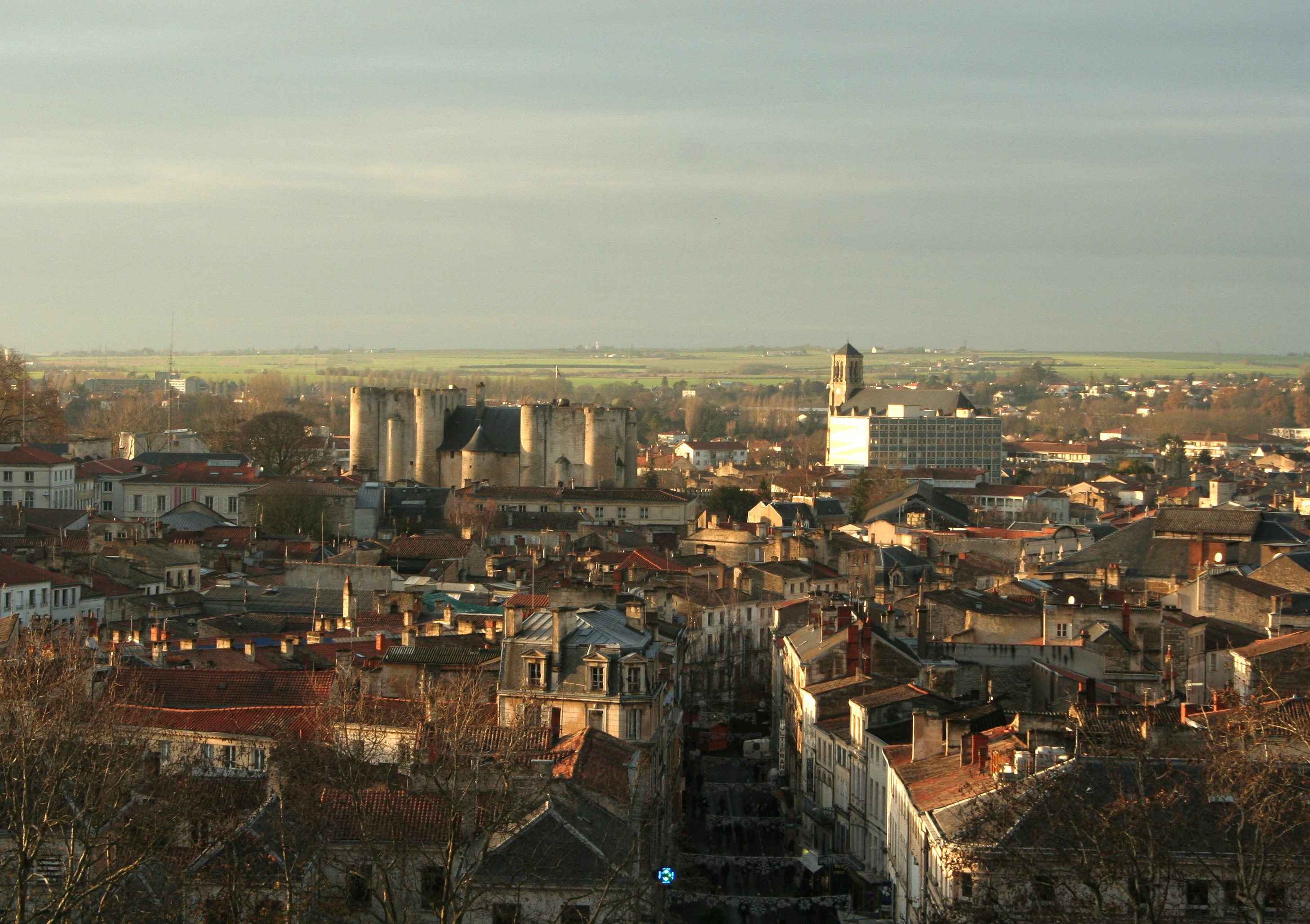
鸟瞰尼奥尔老城区

### 教育
尼奥尔属于普瓦捷学区。截止2019年1月1日，尼奥尔境内共有12所幼儿园、25所小学、8所初级中学、4所普通高中、1所农业高中和5所职业高中。2018至2019学年度，尼奥尔境内共有学生8,361名。
在高等教育方面，普瓦捷大学下属的一个大学技术学院位于尼奥尔，开设有4个技术专业和4个职业本科专业。普瓦捷大学（本校）、Excelia、西部天主教大学和拉罗谢尔大学也在尼奥尔设有分校区。

### 医疗
截止2019年1月1日，尼奥尔境内共有全科医生62名、保健师50名、牙医41名、护士56名、耳科医生5名、眼科医生5名、皮肤科医生5名、助产士11名和妇科医生5名。境内共有药房30家、养老院10家、残疾人帮扶中心4家。
尼奥尔中心医院（Centre Hospitalier de Niort）是法国的一个区域性医疗机构，其主病区位于尼奥尔市中心，设有床位1,308个，是当地规模最大的公立综合性医院。

### 住房
2017年，尼奥尔境内共有各类住房34,401套，其中57.2%为独立式居民区，主要分布于市区北部；41.7%为集中式居民区，主要分布于市中心和市区东南部。常住房屋占尼奥尔市镇范围内居民建筑总量的88.4%。
在住房保障政策方面，2017年，尼奥尔境内共有8,650户家庭获得了住房经济补助，受益人数占总人口数量的14.7%，其中8,391份为房租补助。

### 商业

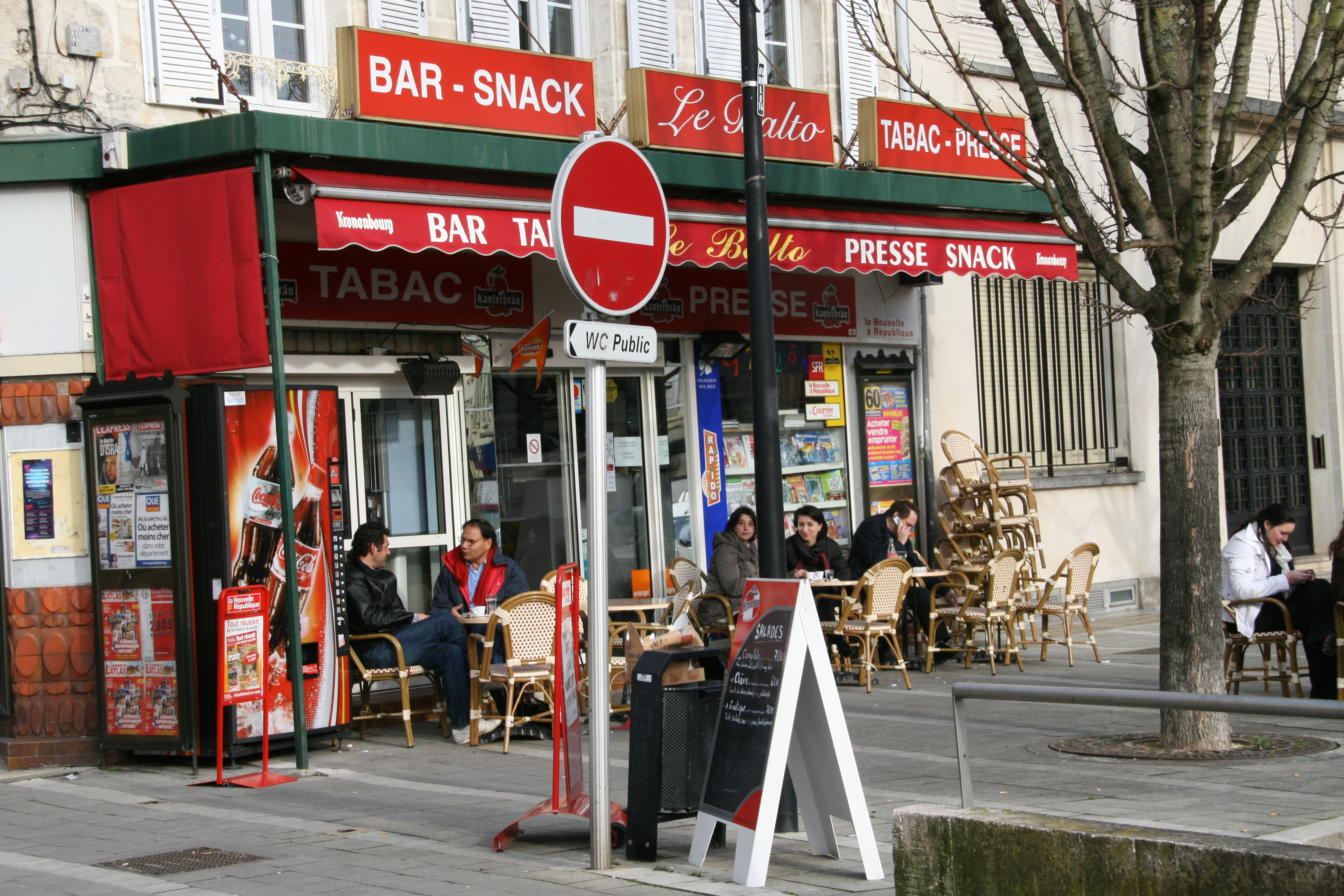
尼奥尔街头的一处烟酒店

2019年，尼奥尔境内共有各类实体商铺1,372家，其中餐厅189家、大型超市24家、杂货店18家、面包房56家、肉铺22家、书店15家、装饰品店12家、银行门店34家、美容美发店86家、汽车维修店84家。市区西南部和东北郊均建有大型商业街区。

### 体育

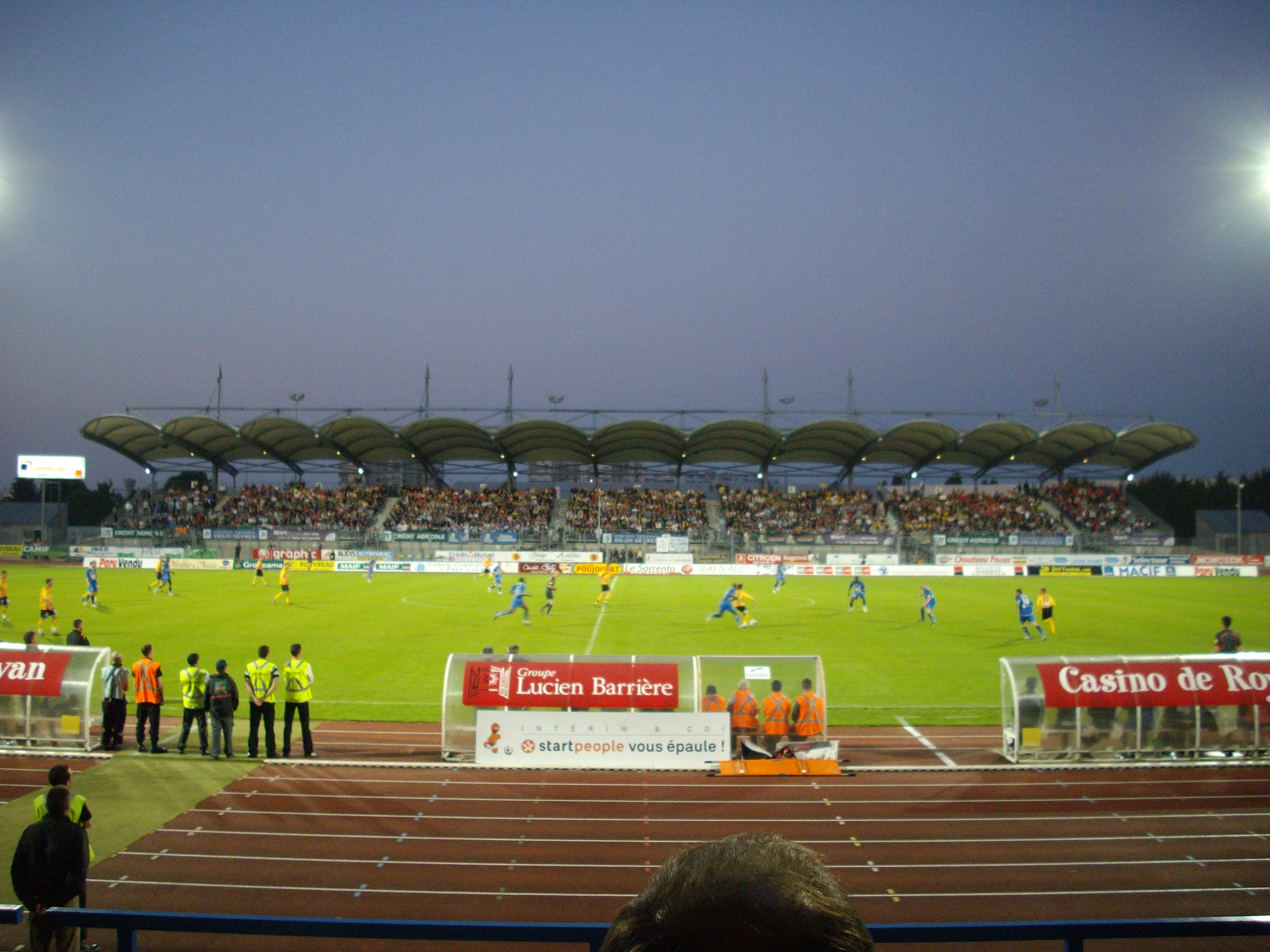
勒内·加亚尔球场

2019年，尼奥尔境内共有2家游泳池、19间体育馆、5座综合体育场、32处网球场、1处马术场、19处足球或橄榄球场、14处篮球或排球场以及1处高尔夫球场。
截至2021年4月，尼奥尔境内共有13支注册足球俱乐部，其中包括一支五人制足球队。尼奥尔岩羚羊足球俱乐部是当地的代表性足球队，成立于1925年，2020至2021赛季参加法国足球乙级联赛，其主场勒内·加亚尔球场可同时容纳超过六千名观众，是当地规模最大的体育设施；同城的尼奥圣弗洛朗竞技联盟（Union Athlétique Niort Saint-Florent）则在同赛季参加新阿基坦大区足球联赛。
尼奥尔橄榄球俱乐部成立于1906年，2020至2021赛季参加法国橄榄球甲组联赛（法戊）。

### 环境
尼奥尔的环境事务由尼奥尔城市圈公共社区负责管理。2019年，尼奥尔境内共4家污染企业。
2015年，尼奥尔境内的二氧化氮浓度平均值为25µg/m³、悬浮颗粒物（PM10）平均值为20.5µg/m³，水体坤化物平均值为0.6µg/L，汞化物平均值为0.5µg/L，硝酸盐平均值为41.7 mg/L，磷酸三正丁酯平均值为0.01 mg/L。

### 治安
尼奥尔市区内共有2个派出所和1个国家宪兵队。尼奥尔消防站则位于绍赖境内。
2014年，尼奥尔及附近地区共发生各类案件3,079起，其中盗窃类案件1,945起，经济类案件345起，毒品交易类案件173起。

## 文化
2019年，尼奥尔境内共有2家剧场、2家电影院、3家博物馆和1家音乐厅。当地有多个文化团体。布瓦诺工厂则是当地的街头文化中心。尼奥尔市政府提供多媒体中心，向公众全年开放。

### 建筑
尼奥尔境内有多处历史建筑，其中尼奥尔碉楼、港口圣艾蒂安等为法国国家文物保护单位，同时也是当地的地标性建筑物。

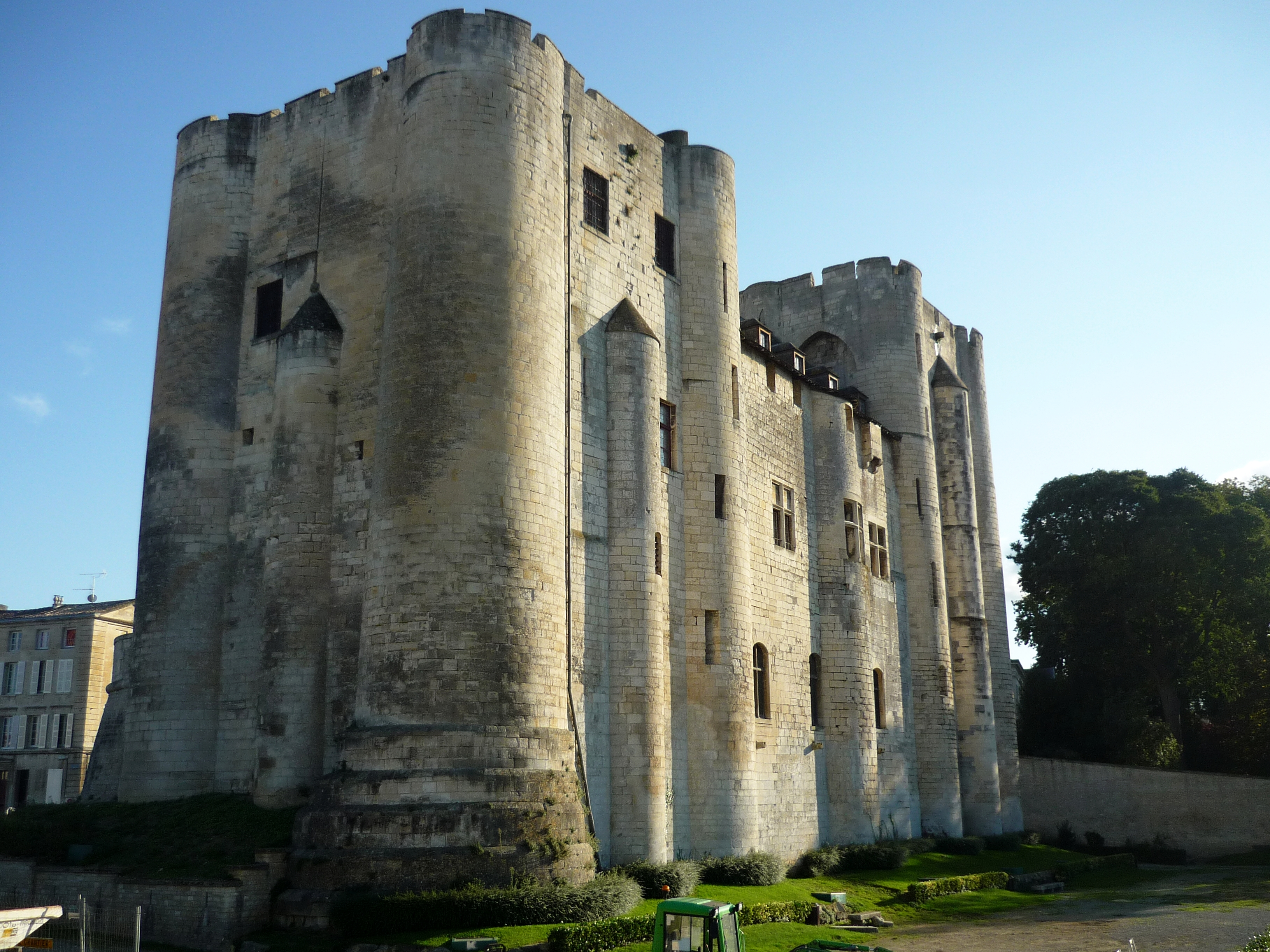
碉楼
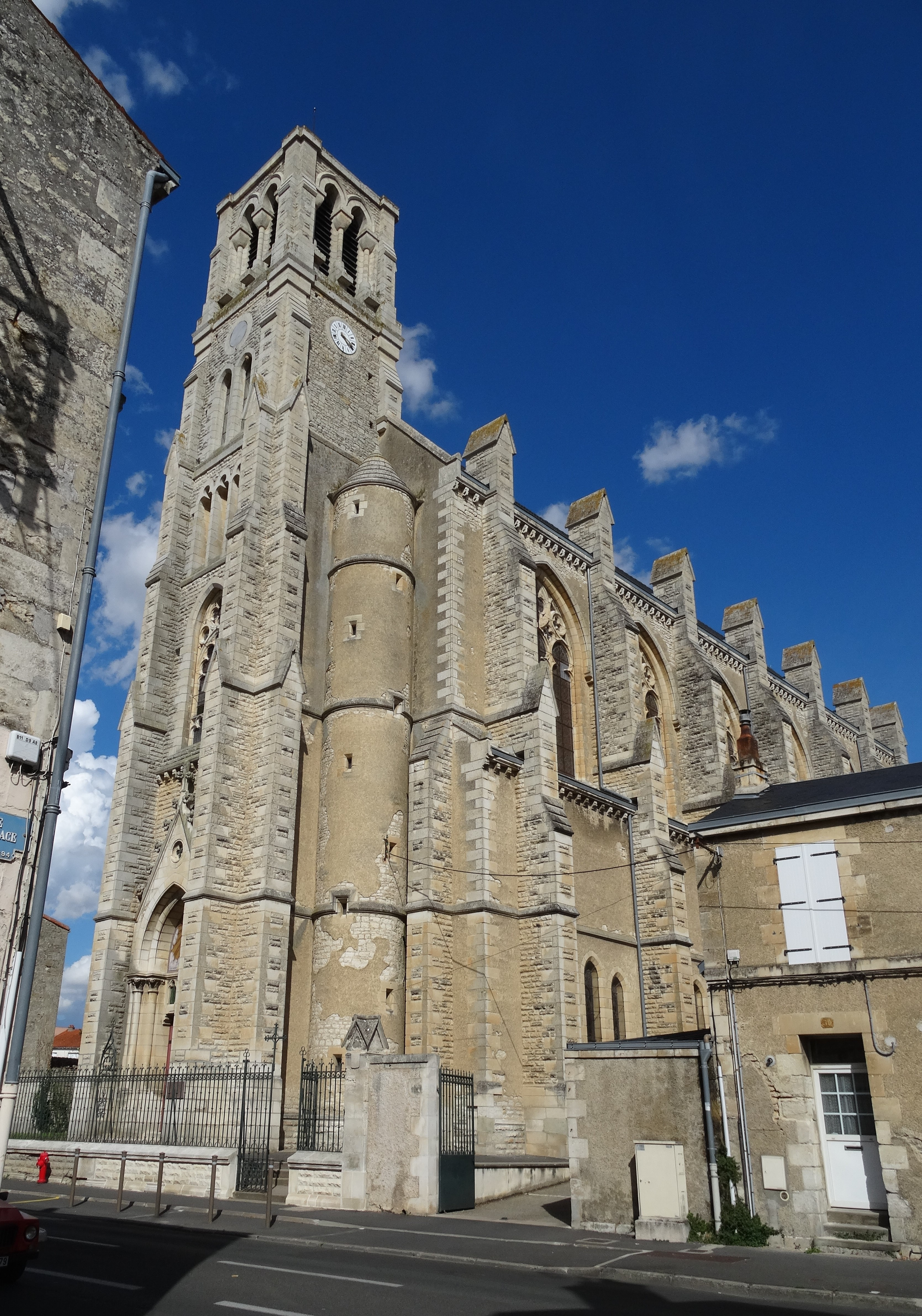
港口圣艾蒂安教堂
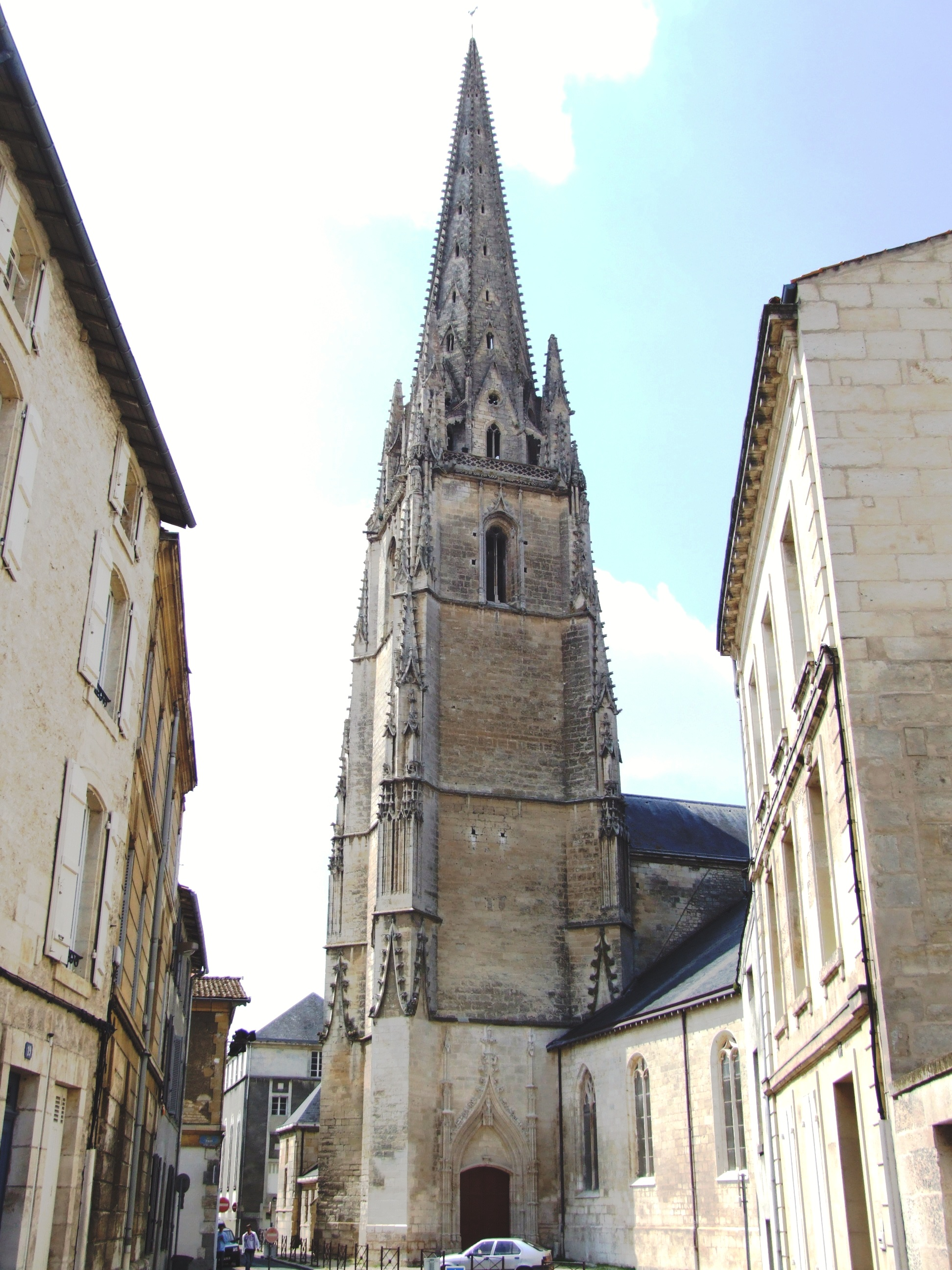
圣母教堂（法语：Église Notre-Dame de Niort）
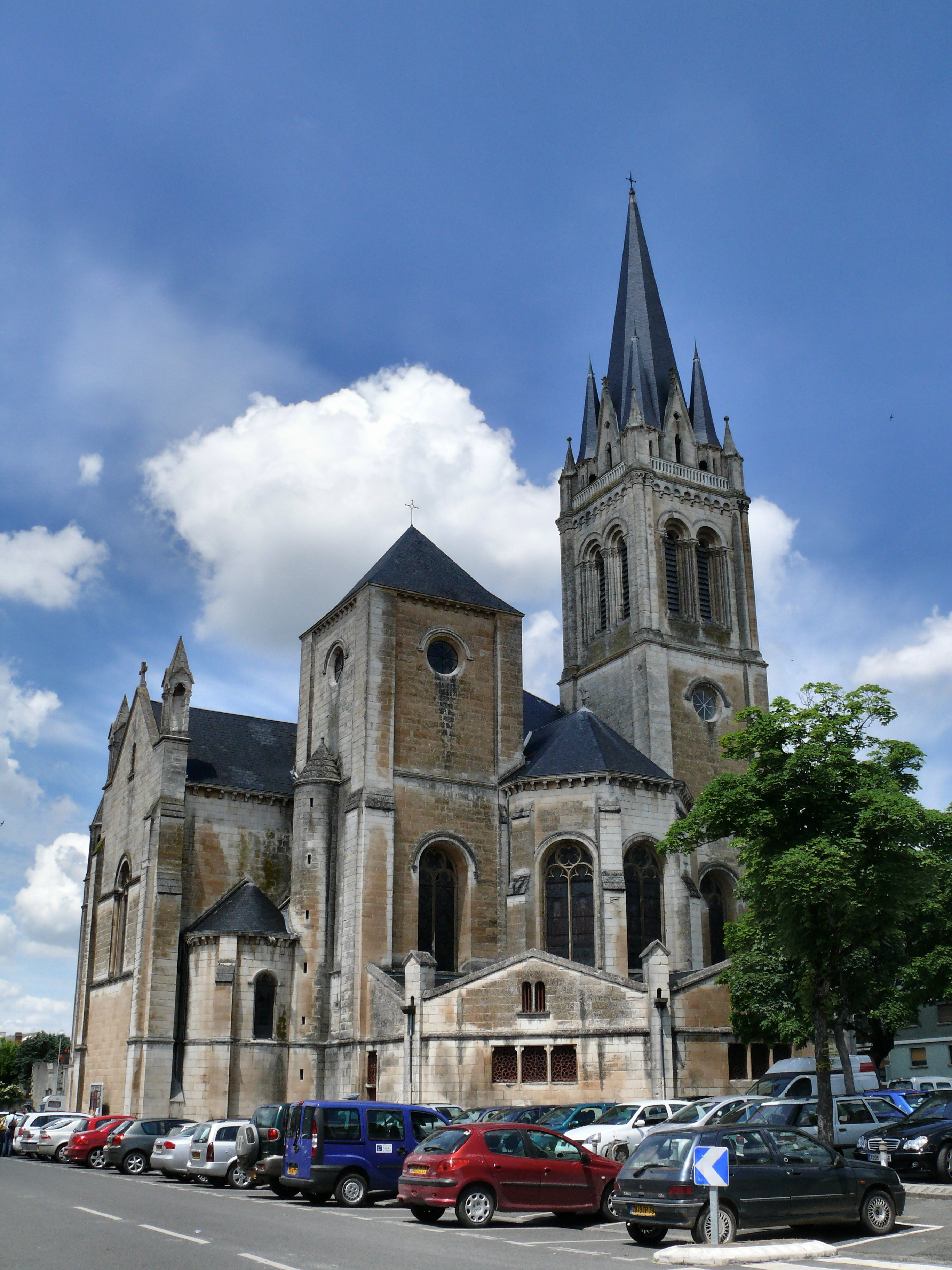
圣伊莱尔教堂
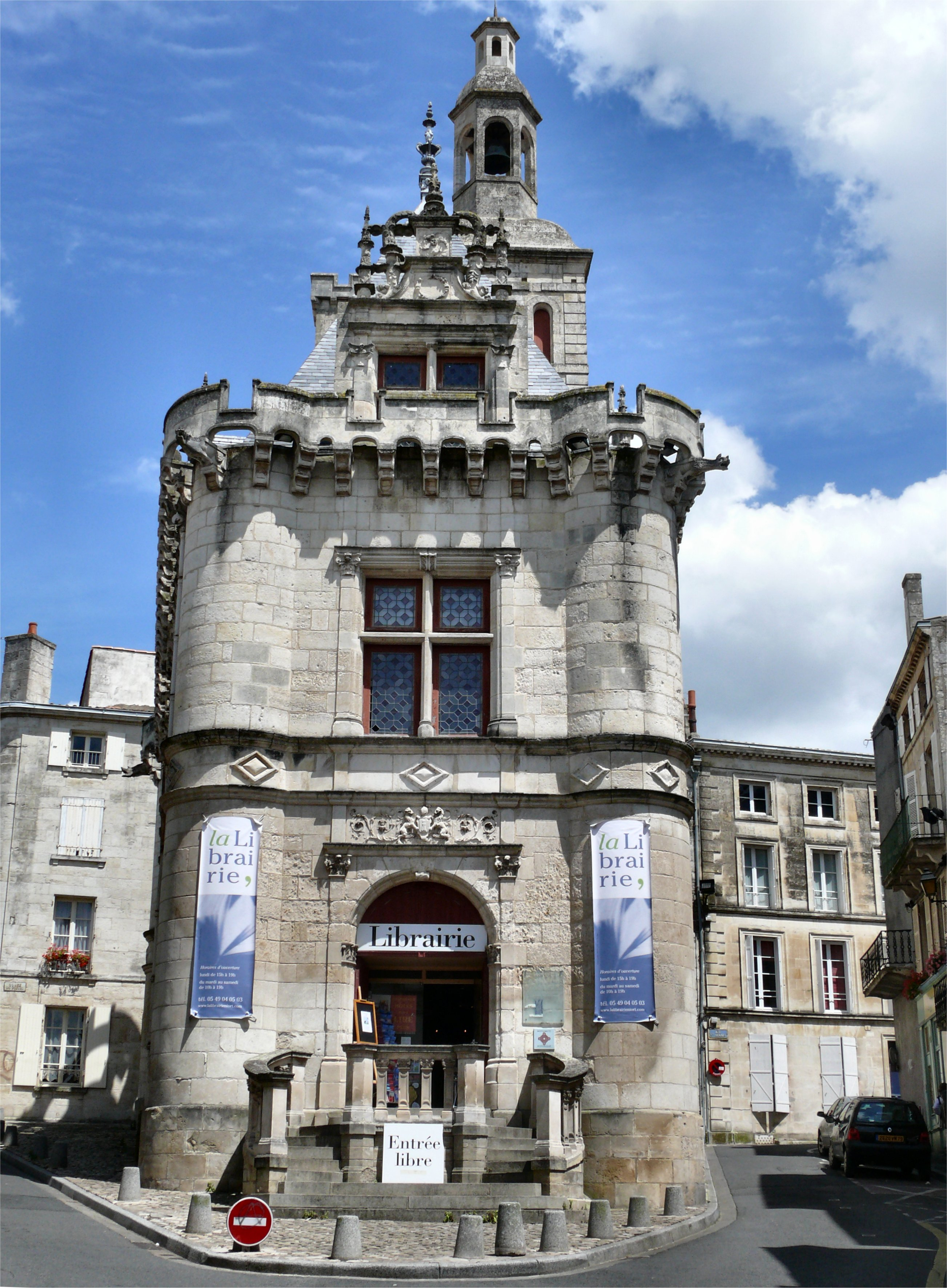
烛台楼
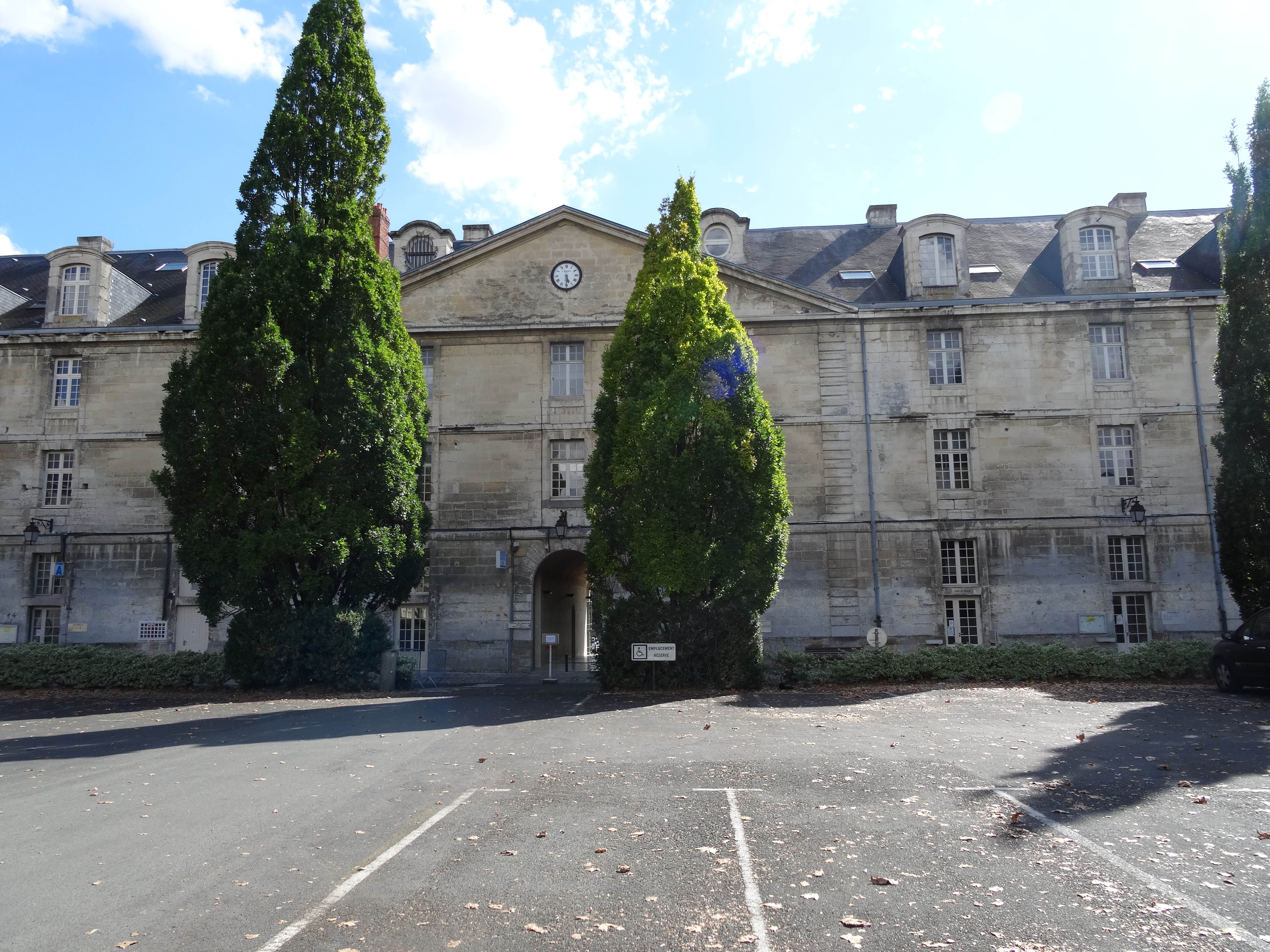
迪盖兰军营旧址
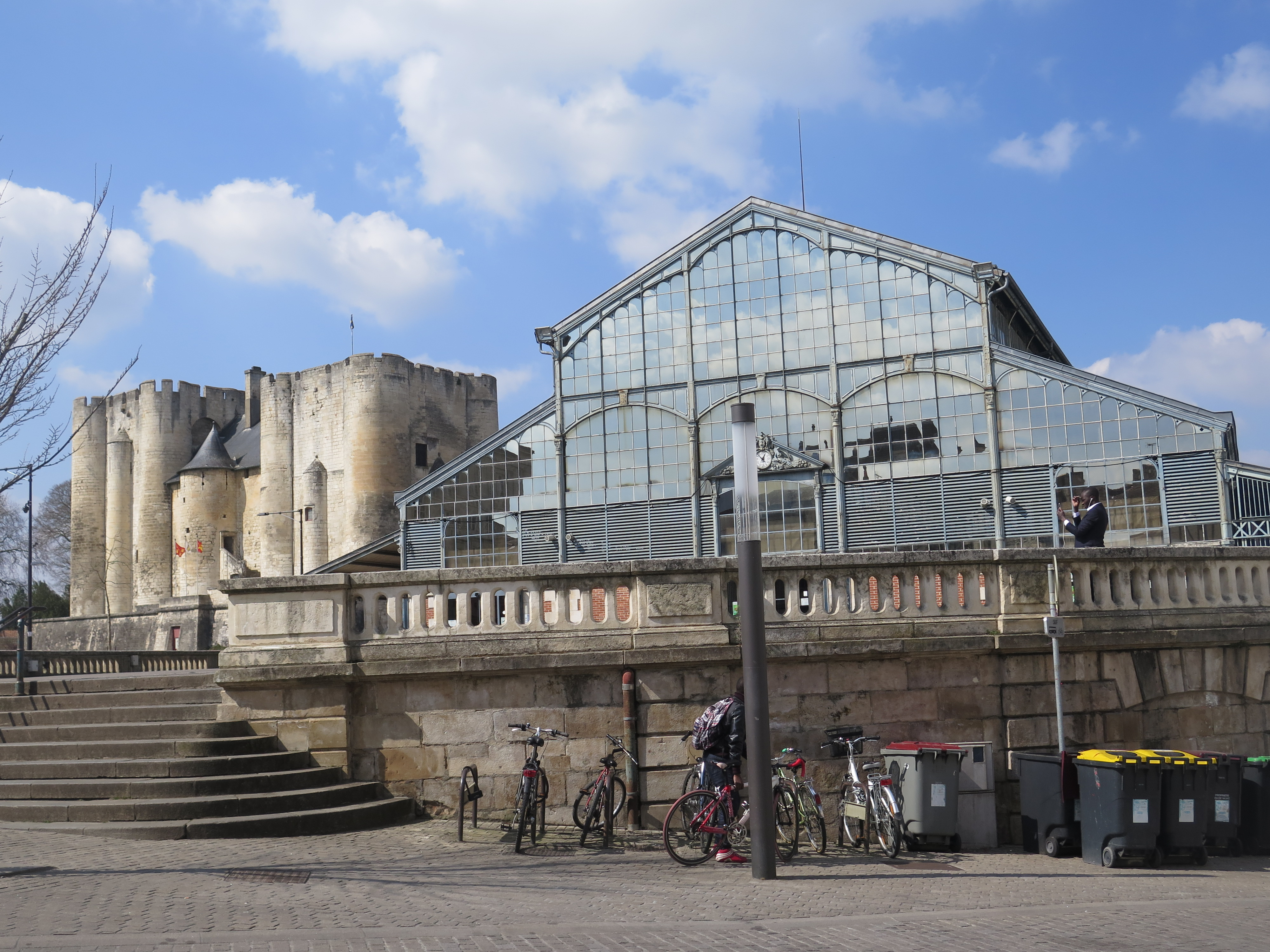
集市大堂

### 旅游
尼奥尔是一座区域性的旅游城市，当地的旅游事务由尼奥尔旅游局管理，后者以“普瓦图沼泽”作为命名标志。2020年，尼奥尔境内共有19家宾馆共计793间房间。

### 地方特产
药用当归是当地的特色农产品。

### 媒体
法国主要的媒体均可在尼奥尔接收，法国电视三台下属的新阿基坦大区频道在部分时段播出尼奥尔所属区域的地方新闻。

## 相关人物
法兰西王国情妇曼特农夫人、拉普拉塔总督雅克·德利尼埃、法国戏剧家莱昂斯·佩雷、导演亨利-乔治·克卢佐、文学家马蒂亚斯·艾那尔德、历史学家尼古拉·布里约、艺术家理查德·塔克西埃和足球运动员艾蒂安·卡普出生于尼奥尔。

## 友好城市
截止2019年12月，尼奥尔共与以下8座城市互为友好城市：

| - 英格兰 韋靈伯勒 - 多哥 阿塔帕梅 - 西班牙 托梅略索 - 西班牙 希洪 | - 德国 科堡 - 德国 施普林格 - 波蘭 比亞瓦-波德拉斯卡 - 科韋 |